# ESFJ
ESFJ (Extraversion, Sensing, Feeling, Judgment, tj. převažující Extroverze, Smyslové vnímání, Cítění a Usuzování) je jeden z šestnácti osobnostních typů podle MBTI, který je česky popisován jako Extrovertní smyslový typ usuzující s převahou cítění (Pečovatel/ka, Poskytovatel/ka tradicionalista, Pediatr).

## Stručný popis
Člověk s osobností typu ESFJ miluje lidi a společnost, bývá pořádkumilovný, altruistický, nemá zájem o teorii, nemá problém přizpůsobit se většině, vyhýbá se kontroverzi, podporuje a pečuje.

## Charakteristika
Hlavním zájmem ESFJ je vytvořit harmonickou společnost, kde se všichni budou cítit příjemně. Jsou pořádkumilovní a vždy připravení pomoct. Rádi se před rozhodnutím radí se svými nejbližšími.
Nemají rádi extravagantnost a nečekané jednání. Nezpochybňují autority. Rádi si zachovávají určitou míru kontroly nad prostředím, ve kterém žijí. Cítí se dobře v situacích, kdy všichni otevřeně vyjadřují svoje city. Rádi až nadšeně se zapojují do konverzace, obzvláště, mluví-li se o vlastních zážitcích.
Minulost i budoucnost vnímají, jako by se blížily přítomnému okamžiku, což je dobře patrné právě na stylu, jakým vyprávějí. Obdivují ty, kteří jsou dobří v plánování a logickém rozebírání reálné situace. Chtějí totiž, aby jejich vlastní akce dávaly smysl, ale obvykle činí emocemi ovlivněná rozhodnutí.
Mají v oblibě dobré jídlo a pohodlí domova. Jako ideální kariéra se pro ně hodí místa, kde přicházejí do styku s lidmi, a mohou tak využít svoji schopnost domluvit se skoro s každým. Častou volbou jsou pro ně kariéry ve zdravotnictví, human resources, public relations. Velmi kvalitní práci ale umí odvést i jako starostliví ochránci domácnosti. Kariéra pro ně není nikdy na prvním místě.